# ماري، ليدي هيث (بطلة أوليمبية وطيارة)
ماري، ليدي هيث (من مواليد 17 نوفمبر 1896، والمُتوفاة في 9 مايو 1939) هي طيارة أيرلندية بدأت حياتها باسم صوفي كاثرين تيريزا ماري بيرس إيفانز في نوكاديري بمقاطعة ليمريك بالقرب من بلدة نيوكاسل الغربية. كانت ماري واحدة من أشهر النساء في العالم لمدة خمس سنوات اعتبارًا من منتصف العشرينيات من القرن الماضي.

## حياتها المبكرة
عندما كانت صوفي بيرس إيفانز تبلغ من العمر عامًا واحدًا، قام والدها جون بيرس إيفانز بضرب والدتها كيت تيريزا دولينج حتى الموت بعصا ثقيلة. وأُدين بارتكاب جريمة قتل وأُعلن أنه مجنون. انتقلت ابنته إلى منزل جدها في نيوكاسل ويست بمقاطعة ليمريك حيث تربت على يد اثنتين من عماتها، والتات ثبطتا من شغفها بالرياضة.
بعد انتهاء أيام الدراسة في مدرسة روشيل بكورك، حيث لعبت الهوكي والتنس، التحقت ماري بالكلية الملكية للعلوم في أيرلندا في شارع ميريون (والتي أصبحت من المباني الحكومية الآن).
أُنشأت الكلية في الأساس لتخريج المزارعين المتعلمين الذين احتاجتهم البلاد في ذلك الوقت. كانت صوفي إحدى النساء القلائل في الكلية اللائي حصلن على درجة علمية عالية في العلوم وتخصصت في الزراعة. لعبت أيضًا مع فريق الهوكي بالكلية وساهمت في مجلة طلابية احتُفظ بنسخ منها في مكتبة أيرلندا الوطنية. انتقلت بعد تخرجها إلى كينيا مع زوجها الأول ويليام إليوت لين. نشرت في عام 1925 كتابًا شعريًا بعنوان ليالي شرق إفريقيا.
كانت عضوة من أعضاء منظمة مؤيدي المحبة وعضو مؤسس في منظمة جريتر لندن، التي تأسست في عام 1923.

## الحياة المهنية

### ألعاب القوى
قبل أن تصبح طيارة، كانت ماري ليدي هيث قد تركت بصمتها بالفعل. فأثناء ال الحرب العالمية الأولى، أمضت عامين كساعية إرسال بين إنجلترا وفرنسا، حيث رسم السير جون لافيري لوحة لها. بحلول ذلك الوقت، كانت قد تزوجت من أول أزواجها الثلاثة، كانت -باسمها صوفي ماري إليوت لين- واحدة من مؤسسي جمعية الهواة الرياضية للسيدات بعد انتقالها من موطنها الأصلي أيرلندا إلى لندن في عام 1922، بعد إقامة قصيرة في أبردين. كانت ماري أول بطلة بريطانية في رمي الرمح للسيدات، وسجلت رقمًا قياسيًا عالميًا متنازعًا عليه في الوثب العالي. كما كانت أيضًا مندوبة لدى اللجنة الأولمبية الدولية في عام 1925، وهو نفس العام الذي أخذت فيه دروسها الأولى في الطيران. ومثلت المملكة المتحدة في أولمبياد السيدات عام 1923 في مونت كارلو، وحصلت خلال مسابقات ألعاب القوى على المركز الثالث في الوثب العالي ورمي الرمح و(البينثالون)الخماسي النسائي، وشاركت في وقت لاحق من ذلك العام في بطولة سباقات المضمار والميدان النساية في بريطانيا. وشاركت في عام 1924 في أولمبياد السيدات لعام 1924، وفازت بالميدالية الفضية في الوثب الطويل، وفي عام 1926 مثلت المملكة المتحدة مرة أخرى في رمي الرمح في الألعاب العالمية للسيدات عام 1926 في جوتنبرج، وجاءت في المركز الرابع برمية 44.63 مترًا. نشرت ماري في عام 1925 دليل تدريب ألعاب القوى للنساء والفتيات، والذي ينصح بالتدريب الأساسي. مثلت ماري إنجلترا في عام 1928 كمحكمة في دورة الألعاب الأولمبية الصيفية لعام 1928، وهي أول دورة ألعاب أولمبية تشارك النساء كمحكمات في ألعاب القوى خلالها.

### مهنة الطيران

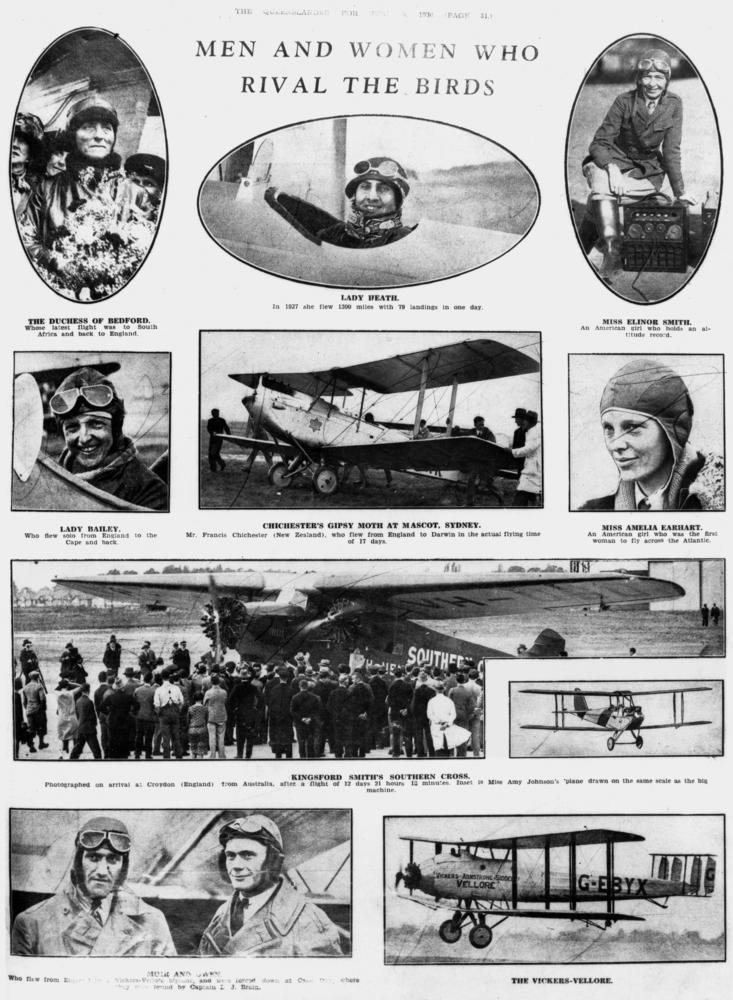
ماري ليدي هيث (أعلى الوسط)

أصبحت ماري ليدي هيث في العام التالي أول امرأة تحصل على رخصة طيران تجاري في بريطانيا، وعلى طول مسارها، سجلت أرقامًا قياسية للارتفاع في طائرة صغيرة ولاحقًا باستخدام طائرة مائية قصيرة، وكانت أول امرأة تنزل بالمظلة من طائرة، حيث هبطت في وسط مباراة كرة قدم. وبعد رحلتها الرائعة من كيب، حصلت على مؤهل كميكانيكية لاصلاح الطائرات في الولايات المتحدة، وكانت أول امرأة تقوم بذلك.
في العصر الذي أصبح فيه العالم مجنونًا بالطيران بسبب مآثر تشارلز ليندبيرغ وأميليا إيرهارت، كانت ماري ليدي هيث أكثر من قادرة على تحقيق انجازات الطيران. تصدرت "السيدة البريطانية ليندي"، كما كانت تُعرف في الولايات المتحدة، أخبار الصفحة الأولى باعتبارها أول طيار، ذكرًا كان أو أنثى، يطير بطائرة صغيرة ذات قمرة قيادة مفتوحة من كيب تاون إلى مطار كرويدون بلندن. اعتقدت ماري أن الأمر سيستغرق ثلاثة أسابيع، ولكنه استغرق ثلاثة أشهر كل اتضح بعد ذلك، من يناير إلى مايو.
يُعرض نموذج مصغر للطائرة التي استخدمتها الليدي هيث في متحف دبلن الصغير. كتبت ماري لاحقًا عن تجربتها في كتاب "المرأة والطيران " الذي شاركت في كتابته مع ستيلا وولف موراي. وأمضت في يوليو 1928 بضعة أسابيع متطوعة كمساعدة طيار في الخطوط الجوية الملكية الهولندية. كانت تأمل أن يتم تعيينها في طريق باتافيا الذي تم إنشاؤه حديثًا، الأمر الذي كان سيجعلها أول طيارة مع شركة طيران تجارية. لم يكن العالم جاهزًا للطيارين النساء ولم يتحقق أملها.
عندما كانت شهرتها في ذروتها، وكانت حياتها عبارة عن دوامة مستمرة من المحاضرات والسباقات والرحلات الجوية لمسافات طويلة، أصيبت ماري هيث (المتزوجة في ذلك الوقت في أكتوبر 1927من السير جيمس هيث) بجروح بالغة في حادث تصادم قبل السباق الوطني للطيران في كليفلاند بأوهايو عام 1929. كانت ماري قد تقدمت قبل الحادث الذي تعرضت له بطلب للحصول على الجنسية الأمريكية، وكانت تنوي البقاء في الولايات المتحدة حيث كانت تعيش حياة جيدة في دائرة المحاضرات وكوكيل لمحركات شركة سيروس. لم تعد السيدة هيث كما كانت بعد الحادث الذي تعرضت له.
بعد طلاقها من هيث في رينو بنيفادا في عام 1930، عادت إلى أيرلندا مع زوجها الثالث جار ويليامز، وهو فارس وطيار من أصل كاريبي، وانخرطت في الطيران الخاص، وأدارت لفترة وجيزة شركتها الخاصة في كيلدونان بالقرب من دبلن في منتصف ثلاثينيات القرن العشرين، وساعدت في تخريج جيل من الطيارين الذين سيساعدون في تأسيس شركة الطيران الوطنية إير لينغس.

## الحياة العائلية

### الزيجات
تزوجت ماري هيث لأول مرة من الرائد ويليام إليوت لين، وعُرفت بعد ذلك باسم السيدة إليوت لين. تطلقت من زوجها بدعوى القسوة، وبعد وفاته في لندن في أوائل عام 1927، تزوجت من السير جيمس هيث في 11 أكتوبر 1927، في كنيسة المسيح في مي فير بلندن. تقدمت في يناير 1930 بطلب الطلاق من هيث في رينو بنيفادا، الولايات المتحدة وحصلت على مرسوم نيسي في مايو من نفس العام.
تزوجت ماري في 12 نوفمبر 1931من جار ويليامز في ليكسينغتون بكنتاكي في الولايات المتحدة.

### الوفاة
،تُوفيت ماري في 9 مايو 1939 عن عمر يناهز 42 عامًا في مستشفى سانت ليونارد في شورديتش بلندن، بعد سقوطها داخل ترام ذي طابقين . قدمت محصلة التذاكر أثناء التحقيق دليلاً على أنها كانت تجلس على السطح العلوي وأنها بدت "غامضة للغاية"؛ وعلق راكب آخر لمحصل التذاكر قائلاً: "أعتقد أن السيدة كانت نائمة"، قبل أن تسقط على الدرج وتصطدم رأسها بصندوق التحكم الخاص بالسائق. عانت ماري في السنوات الأخيرة من إدمان الكحول، وغادرت أيرلندا وزوجها إلى إنجلترا ومثلت عدة مرات أمام المحكمة بتهم تتعلق بالسُكر.
وقال أخصائي علم الأمراض إنه لم يعثر على أي دليل على وجود كحول، بل وجد دليلاً مفصلاً على وجود جلطة دموية قديمة ربما تسببت في سقوطها. أصدرت هيئة المحلفين حكمًا بالوفاة العرضية. وفي 15 مايو 1939، نُثر رمادها وفقًا لتقارير الصحف فوق ساري من طائرة يقودها زوجها المنفصل عنها من مطار كرويدون على الرغم من أن الأسطورة تقول أن رمادها أُعيد إلى أيرلندا حيث نُثر من فوق بلدة نيوكاسل، موطنها الأصلي.

## في الثقافة الشعبية
تتبع الطيار تريسي كورتيس تايلور في عام 2013 رحلة ماري هيث من جنوب أفريقيا إلى إنجلترا عام 1928 على متن طائرة ذات سطحين. كانت الرحلة موضوع فيلم وثائقي لهيئة الإذاعة البريطانية بي بي سي ، والذي تضمن تفاصيل وصور لرحلة ماري هيث الأصلية.

### ملحوظات
- نوتون، ليندي. السيدة إيكاروس: حياة الطيارة الأيرلندية الليدي ماري هيث لندن: مطبعة أشفيلد، 2004.(ردمك 1-901658-38-4).
- بيليتييه، آلان. النساء المحلقات عاليًا: تاريخ عالمي للطيارين. سباركفورد، المملكة المتحدة: هاينز، 2012.(ردمك 978-0-85733-257-8).

## روابط خارجية
- الطيار الذي صنع كتب التاريخ كانت له علاقات قوية بكيري – مراجعة كتاب صحيفة المملكة ، 2 ديسمبر 2004.
- رحلات طيران ومنشورات ، مقال بمجلة تايم ، ١٦ مارس ١٩٣١
- السيدة إيكاروس — مدونة إلكترونية لمؤلفة سيرة هيث.
- ليدي هيث: الطيران الدولي الأيرلندي، جمعية الطيران التاريخية في أيرلندا.

1. ↑  غالبًا ما يُشار إليها بشكل غير صحيح باسم "السيدة ماري هيث". لقب "سيدة" قبل الاسم المسيحي تحمله بنات الدوقات والمركيزات والإيرل. اشتُق لقب هذه السيدة من لقب زجها البارون، لذا يجب أن تسمى "ليدي هيث".
2. ↑  Connor, Pat. "Lady Sophie Mary Heath". RootsWeb, 21 August 2003. Retrieved: 19 May 2013. نسخة محفوظة 2022-11-19 على موقع واي باك مشين.
3. 1 2  "Evans, Sophie Catherine Peirce- ('Elliott Lynn'; Lady Heath) | Dictionary of Irish Biography". www.dib.ie. مؤرشف من الأصل في 2023-01-24. اطلع عليه بتاريخ 2021-07-26.
4. 1 2  Markula، Pirkko (2005). "Sophie.Part Two:The Athlete". Feminist Sport Studies: Sharing Experiences Of Joy And Pain. SUNY Press. ص. 178–9. ISBN:9780791465301. اطلع عليه بتاريخ 2017-01-04.
5. ↑  "Famed Aviatrix Dies after Fall in a Street Car". شيكاغو تريبيون. 10 مايو 1939. ص. 28. مؤرشف من الأصل في 2022-11-19 – عبر Newspapers.com. Her name was bracketed with Charles A. Lindbergh's by the International League of Aviators as an outstanding flier of 1927.
6. ↑  Blake، Debbie (2015)، Daughters of Ireland: Pioneering Irish Women، Dublin, Ireland: History Press، ص. 165–168، ISBN:978-0-7509-6569-9، مؤرشف من الأصل في 2022-11-19
7. ↑  "Women's History of Ireland". The Little Museum of Dublin. مؤرشف من الأصل في 2022-11-19.
8. 1 2 3  Burke's Peerage, Baronetage and Knightage, 1938. Burke's Peerage Ltd. ص. 1275.
9. ↑  "Lady Heath and American". Western Daily Press. 30 يناير 1929. ص. 11.
10. 1 2  "Mrs. G. A. R. Williams." Times [London, England] 10 May 1939: 18. The Times Digital Archive. Web. 18 May 2014. نسخة محفوظة 2023-12-07 على موقع واي باك مشين.
11. ↑  "Lady Heath - Decree Nisi Expected to be obtained to-day". Hull Daily Mail. 3 مايو 1930. ص. 5.
12. ↑  "Lady Heath - Well-known Aviatrix Files Divorce Suit". Western Morning News. 21 يناير 1930. ص. 7.
13. ↑  "Lady Heath married in America". Western Morning News. 13 نوفمبر 1931. ص. 7. مؤرشف من الأصل في 2022-11-19.
14. ↑  "G A R Williams" in the British Newspaper Archive - 1931-1939 - genesreunited.co.uk نسخة محفوظة 2022-11-19 على موقع واي باك مشين.
15. ↑  G A R Williams - West Yorkshire, England - 1939 - Article - British Newspaper Archive نسخة محفوظة 2022-11-19 على موقع واي باك مشين.
16. ↑  "Fall Off Car Kills Noted Aviatrix". The Brooklyn Daily Eagle. Brooklyn, New York. 9 مايو 1939. ص. 1. مؤرشف من الأصل في 2022-11-19.
17. 1 2  "Inquest Story of Famous Air Womans's Fall to Death - Tragic Occurrence on a Tramcar". Nottingham Evening Post. 11 مايو 1939. ص. 7.
18. ↑  "Untitled". Western Daily Press. 16 مايو 1939. ص. 5. مؤرشف من الأصل في 2022-11-19 – عبر British Newspaper Archive. The ashes of the former Lady Heath, pioneer airwoman, who died early last week, were strewn over Surrey yesterday from an aeroplane which left Croydon airport, from which she had made several of her notable flights.
19. ↑  "Untitled". Western Gazette. 19 مايو 1939. ص. 11. مؤرشف من الأصل في 2022-11-19 – عبر British Newspaper Archive. The late Mrs. Mary S. C. T. Williams, formerly Lady (Mary) Heath, famous airwoman, wished her ashes to be strewn from a 'plane. The ceremony was performed by her husband in a flight over Surrey on Monday.
20. ↑  "BBC Four - The Lady Who Flew Africa: The Aviatrix". BBC (بالإنجليزية البريطانية). Archived from the original on 2022-11-19. Retrieved 2019-03-19.